# Dany Saputra
Dany Saputra (sinh ngày 1 tháng 1 năm 1991) là một cầu thủ bóng đá người Indonesia hiện tại thi đấu ở vị trí hậu vệ cho Bhayangkara F.C. ở Liga 1.

## Danh hiệu

### Câu lạc bộ
Bhayangkara
- Liga 1: 2017

Persija Jakarta
- Indonesia President's Cup: 2018